# Chi Virginis b
Chi Virginis b (còn được gọi là HD 110014 b) là một hành tinh ngoài hệ Mặt Trời quay quanh ngôi sao khổng lồ loại K Chi Virginis, nằm trong chòm sao Xử Nữ, cách Trái Đất khoảng 294 năm ánh sáng. Hành tinh này có khối lượng ít nhất gấp 11 lần khối lượng Sao Mộc và mất 835 ngày để quay quanh ngôi sao chủ. Hành tinh này được phát hiện vào tháng 7 năm 2009 bằng phương pháp vận tốc xuyên tâm.